# خجكه (مقاطعة فومن)
خجكه (بالفارسية: خجکه) هي قرية تقع في غيلان في إيران. يقدر عدد سكانها بـ 154 نسمة بحسب إحصاء 2016.